# Feuerturm (Roman)
Feuerturm ist ein 1999 veröffentlichter deutscher Jugendkriminalroman von Ben Nevis und der 86. Band der Romanreihe Die drei ???. In ihm begeben sich die jugendlichen Protagonisten Justus Jonas, Peter Shaw und Bob Andrews in einen Nationalpark, um dort eine Reihe von Rätseln zu lösen, die sie zum Aufenthaltsort eines wertvollen Manuskripts führen sollen. Die Hörspielumsetzung des Romans erschien bei dem Label Europa im selben Jahr.

## Handlung
Die Klasse der drei Fragezeichen macht eine Reise nach Schottland, allerdings kann sich Justus’ Familie die Teilnahme nicht leisten, weshalb der Junge daheimbleiben muss. Peter und Bob nehmen aus Solidarität mit ihrem Freund ebenfalls nicht daran teil. So verbringen die Jungen die gewonnene freie Zeit am Strand ihres Heimatortes Rocky Beach. Dort wird ihnen ein Brief zugestellt, der einen weiteren enthält: Diesen sollen sie ungeöffnet lassen und zu einer bestimmten Uhrzeit an einer bestimmten Straßenkreuzung im Industrieviertel der Kleinstadt übergeben. Verfasst hat den Brief ein gewisser Glen, der sich an einen gewissen Johnny richtet. Es geht offenbar darum, etwas möglichst schnell zu finden, wenn man es einem Notar überbringt, darf der Finder es behalten. Die Jungen lassen sich auf die Übergabe ein, diese findet jedoch nicht statt, da die Polizei, der anonym ein Hinweis zugespielt wurde, plötzlich aufkreuzt. Die Jungen konnten noch eine rothaarige Frau mit Sonnenbrille in einem Wagen sehen, wissen jedoch nicht, ob es sich bei dieser um Johnny gehandelt hat oder um einen Gegenspieler. Da die Übergabe jedenfalls geplatzt ist und sie keine weiteren Anweisungen haben, beschließen die drei Detektive, den Brief kurzerhand zu öffnen.
Dort finden sie einen Text in Rätselform vor. Sie können herausfinden, dass die Sache am Black Lake, der sich im weiter nördlich gelegenen Nationalpark befindet, beginnen soll. Sie mieten sich auf einem Campingplatz ein und machen sich von dort aus zu Fuß auf den Weg. Dadurch gelangen sie zu einem Gebiet, das nicht mehr Teil des Nationalparks ist, sondern Privatbesitz darstellt. Sie finden den See und eine dort befindliche Hütte. Dem Brief nach folgern sie, dass der nächste Hinweis beim Kamin zu finden ist. Peter steigt über eine Leiter nach oben, dort stört er allerdings eine Frau, die offenbar das gleiche wie sie sucht, die ihm eine über den Kopf zieht und anschließend flieht. Die Jungen können ein Geheimversteck ausfindig machen, in dem sich eine Figur befindet, in der einige Seiten Papier stecken. Es handelt sich um den Teil eines Manuskripts von „Tal der Tränen“, einen beliebten Romanheftreihe über einen schottischen Prinzen aus der Feder von Glen MacHeart, die inzwischen auch für das Radio und das Fernsehen adaptiert wurde. Offenbar geht es um den Abschluss der Handlung und wer das vollständige Manuskript zuerst hat, kommt in den Besitz der  lukrativen Verwertungsrechte. In der Nacht wird ihnen jedoch das Manuskript gestohlen, Justus kann die entscheidenden Hinweise darin jedoch aus dem Kopf wiedergeben.
Sie lesen aus dem Textauszug dem nächsten Hinweis heraus und gelangen zu einem turmförmigen Schloss, das schottisch aussieht. Dort muss es eine Gemäldegalerie geben, die ihnen den nächsten Hinweis liefert. Sie erkennen, dass Turm bewohnt ist, denn eine Frau mit roten Haaren ist am Fenster zu sehen – offenbar dieselbe Person, die sie bei der gescheiterten Übergabe im Wagen sitzen sahen. Als diese schließlich den Turm verlässt, steigen Bob und Justus dort ein, während Peter draußen die Lage beobachten soll. Die beiden Jungen finden auf einem der Gemälde den Hinweis darauf, dass das Ziel in einer in der Nähe befindlichen Höhle ist. Sie werden jedoch vom Diener der Turmbesitzerin erwischt und in einem Verlies eingesperrt. Aus diesem kann sie schließlich Peter, der derweil einer Wildhüterin namens Monica begegnet ist, die Ausschau nach einem Bärenjäger hält, befreien. Sie begeben sich zu viert zur Höhle und beobachten, wie die Turmbesitzerin und ihr Diener missmutig von dort wieder abziehen. Als die Gruppe schließlich selbst die Höhle betritt, finden sie ein Schreiben, in dem Glen Johnny als auch die Turmbesitzerin verhöhnt und ihnen mitteilt, dass er nie daran gedacht hat, ihnen den Schluss seiner Romanreihe auszuhändigen. Justus kann allerdings nicht glauben, dass das alles nur ein Scherz war, denn dann würde die Beteiligung der drei Detektive in diesem Spiel keinen Sinn ergeben. Es stellt sich heraus, dass sich der Schluss von „Tal der Tränen“ doch in der Höhle befindet: Die Wildhüterin kannte Glen und bekam von ihm auch einen Brief, in dem auf ein von ihr für Ausrüstungsgegenstände in der Höhle angelegtes Versteck angespielt wird. Dort findet sich tatsächlich der letzte Teil des Manuskripts.
Es taucht der von Monica gesuchte Bärenjäger, dem die Jungen zuvor schon begegnet sind, auf, der versucht, das Manuskript an sich zu bringen, was verhindert werden kann. Es stellt sich heraus, dass es sich bei ihm um Johnny handelt. Allerdings war der Brief an die drei Fragezeichen nicht von Glen, sondern von Johnny, der so darauf hoffte, dass die Jungen für ihn das Versteck finden. Von ihm erfahren sie nun auch die Hintergrundgeschichte: Johnny, der eigentlich mit Nachnamen Walker heißt und wegen seiner Vorliebe für die gleichnamige Whiskey-Sorte seinen Spitznamen erhielt, und die Turmbesitzerin kannten sich noch aus Schulzeiten und haben Glen, der aus einem armen Elternhaus stammte, für Geld verschiedene Sachen machen lasen. Die Turmbesitzerin übernahm dann eines Tages den Verlag ihres Vaters und beide arbeiteten als Autoren für diesen. Glen zeigte sich jedoch als der erfolgreichere Autor, der mit „Tal der Tränen“ dem Verlag schließlich Rekordumsätze bescherte, während Johnnys Vertrag gekündigt wurde. Als Journalist begann er daher, die Werke von Glen negativ zu besprechen. Es stellt sich heraus, dass es sich bei Glen MacHeart in Wirklichkeit um Mike Vermon handelt, der in Rocky Beach als „verrückter Mike“ bekannt ist, weil er – offenbar um an neue Ideen zu kommen – sich viel mit den Leuten am Strand unterhält. Monica, für die das Testament bestimmt war, wird es zum Notar bringen und das Geld in den Naturpark stecken.